# Haliclona fortior
Haliclona fortior är en svampdjursart som först beskrevs av Schmidt 1870.  Haliclona fortior ingår i släktet Haliclona och familjen Chalinidae.
Artens utbredningsområde är Karibiska havet. Inga underarter finns listade i Catalogue of Life.